# 박영래 (1851년)
박영래(朴榮來, 1851년 음력 5월 7일 ~ 1934년 양력 10월 3일)은 일제강점기에 전북특별자치도 지역에서 사회단체 활동을 했다.

## 생애
본관은 무안박씨. 본적지는 전라북도 전주군이다. 장릉 참봉과 시종원에서 벼슬을 지내기도 했으나, 지역 유지로서의 이력이 더 두드러진다. 사립학교 교감을 지내는 등 전주 지역의 유력자로 활동하면서, 1900년대에는 대한협회 전주지부 평의원과 호남학회 전북지회 총무 등을 역임했다.

1910년 한일 병합 조약이 체결된 직후, 조선총독부가 내린 양반기로은사금을 받았다. 1913년에는 조선총독 데라우치 마사타케가 전주를 방문했을 때 지역의 유력한 인물들이 송덕시를 지어 바친 일이 있다. 이렇게 지은 송덕시를 군수 임진섭이 모아서 책으로 묶어냈는데, 이 가운데 박영래가 데라우치 총덕의 덕으로 "백성들이 즐거워하며 잠든다"는 내용으로 지은 시도 들어 있다.
1919년에 3·1 운동이 발생해 독립에 대한 열망이 고조되고 시위가 전국적으로 확산되었다. 이에 각 지방에서는 시위 확대를 막기 위해 자성회라는 조직이 발기되었다. 전주에도 박기순, 백남신 등이 주도하여 전주자성회가 출범했는데, 박영래는 이때 발기인으로 참여해 부회장에 추대되었다. 전주자성회는 3·1 운동을 "경거망동", 이에 호응하는 사람을 "불온행위를 감히 하는 자"로 지칭해 비난하며 독립 운동을 방해했다.
2007년 대한민국 친일반민족행위진상규명위원회가 발표한 친일반민족행위 195인 명단에 선정되었다. 2008년 공개된 민족문제연구소의 친일인명사전 수록예정자 명단의 친일단체 부문에도 들어 있다.

## 참고자료
- 친일반민족행위진상규명위원회 (2007년 12월). 〈박영래〉 (PDF). 《2007년도 조사보고서 II - 친일반민족행위결정이유서》. 서울. 1690~1696쪽쪽. 발간등록번호 11-1560010-0000002-10.[깨진 링크(과거 내용 찾기)]